# Copa da Bélgica

Ícone do troféu da Copa da Bélgica

A Copa da Bélgica (em francês:  Coupe de Belgique; em neerlandês:  Beker van België) é uma competição de futebol da Bélgica. Foi fundada em 1911. O clube com maior número de títulos é o Club Brugge com 12 títulos, seguido pelo Anderlecht (9) e Standard de Liège (7).
Seu atual campeão é o Club Brugge que também é o maior vencedor da competição.

## Finais
| Ano     | Campeão              | Placar                  | Vice                   | Local                         | Público                |
| ------- | -------------------- | ----------------------- | ---------------------- | ----------------------------- | ---------------------- |
| 1912    | Racing Bruxelles     | 1 - 0                   | Racing Gand            | Estádio de Bruxellas          | 1.532                  |
| 1913    | Union Saint-Gilloise | 3 - 2                   | Cercle Brugge          | Rue de Forest                 | 1.900                  |
| 1914    | Union Saint-Gilloise | 2 - 1                   | Club Brugge            | Stade du Vivier d'Oie         | 4.000                  |
| 1927    | Cercle Brugge        | 2 - 1                   | Tubantia               | Dudenpark                     | 1.500                  |
| 1935    | Daring Club          | 3 - 2                   | Lyra                   | Stade Mariënstadion           | 5.000                  |
| 1954    | Standard Liège       | 3 - 1                   | Mechelen               | Estádio Rei Balduíno          | 18.000                 |
| 1955    | Royal Antwerp        | 4 - 0                   | Waterschei Thor        | Estádio Rei Balduíno          | 20.000                 |
| 1956    | Tournaisien          | 2 - 1                   | Verviétois             | Estádio Rei Balduíno          | 10.000                 |
| 1964    | Gent                 | 4 - 2 (pro)             | Diest                  | Estádio Rei Balduíno          | 6.000                  |
| 1965    | Anderlecht           | 3 - 2 (pro)             | Standard Liège         | Estádio Rei Balduíno          | 35.000                 |
| 1966    | Standard Liège       | 1 - 0                   | Anderlecht             | Estádio Rei Balduíno          | 32.452                 |
| 1967    | Standard Liège       | 3 - 1 (pro)             | Mechelen               | Estádio Rei Balduíno          | 32.003                 |
| 1968    | Club Brugge          | 1 - 1 (pro) 8 - 6 (pen) | Beerschot              | Estádio Rei Balduíno          | 34.000                 |
| 1969    | Lierse               | 2 - 0                   | Racing White Molenbeek | Estádio Rei Balduíno          | 26.000                 |
| 1970    | Club Brugge          | 6 - 1                   | Daring Club            | Estádio Rei Balduíno          | 42.000                 |
| 1971    | Germinal Beerschot   | 2 - 1 (pro)             | Sint-Truidense         | Estádio Rei Balduíno          | 37.715                 |
| 1972    | Anderlecht           | 1 - 0                   | Standard Liège         | Estádio Rei Balduíno          | 51.303                 |
| 1973    | Anderlecht           | 2 - 1                   | Standard Liège         | Estádio Rei Balduíno          | 43.900                 |
| 1974    | Waregem              | 4 - 1                   | Tongeren               | Estádio Rei Balduíno          | 30.700                 |
| 1975    | Anderlecht           | 1 - 0                   | Royal Antwerp          | Estádio Rei Balduíno          | 47.700                 |
| 1976    | Anderlecht           | 4 - 0                   | Lierse                 | Estádio Rei Balduíno          | 40.000                 |
| 1977    | Club Brugge          | 4 - 3                   | Anderlecht             | Estádio Rei Balduíno          | 55.000                 |
| 1978    | Beveren              | 2 - 0                   | Sporting Charleroi     | Estádio Rei Balduíno          | 34.082                 |
| 1979    | Germinal Beerschot   | 1 - 0                   | Club Brugge            | Estádio Rei Balduíno          | 42.000                 |
| 1980    | Waterschei Thor      | 2 - 1                   | Beveren                | Estádio Rei Balduíno          | 32.700                 |
| 1981    | Standard Liège       | 4 - 0                   | Lokeren                | Estádio Rei Balduíno          | 46.035                 |
| 1982    | Waterschei Thor      | 2 - 0                   | Waregem                | Estádio Rei Balduíno          | 23.032                 |
| 1983    | Beveren              | 3 - 1                   | Club Brugge            | Estádio Rei Balduíno          | 45.000                 |
| 1984    | Gent                 | 2 - 0                   | Standard Liège         | Estádio Rei Balduíno          | 35.000                 |
| 1985    | Cercle Brugge        | 1 - 1 (pro) 5 - 4 (pen) | Beveren                | Constant Vanden Stock Stadium | 20.335                 |
| 1986    | Club Brugge          | 3 - 0                   | Cercle Brugge          | Estádio Jan Breydel           | 28.000                 |
| 1987    | Mechelen             | 1 - 0                   | Royal Liège            | Constant Vanden Stock Stadium | 26.117                 |
| 1988    | Anderlecht           | 2 - 0                   | Standard Liège         | Estádio Rei Balduíno          | 35.000                 |
| 1989    | Anderlecht           | 2 - 0                   | Standard Liège         | Estádio Rei Balduíno          | 32.300                 |
| 1990    | Royal Liège          | 2 - 1                   | Germinal Beerschot     | Estádio Rei Balduíno          | 31.854                 |
| 1991    | Club Brugge          | 3 - 1                   | Mechelen               | Estádio Rei Balduíno          | 25.000                 |
| 1992    | Royal Antwerp        | 2 - 2 (pro) 9 - 8 (pen) | Mechelen               | Estádio Jan Breydel           | 20.000                 |
| 1993    | Standard Liège       | 2 - 0                   | Sporting Charleroi     | Constant Vanden Stock Stadium | 24.144                 |
| 1994    | Anderlecht           | 2 - 0                   | Club Brugge            | Estádio de Sclessin           | 17.660                 |
| 1995    | Club Brugge          | 3 - 1                   | Germinal Beerschot     | Constant Vanden Stock Stadium | 18.500                 |
| 1996    | Club Brugge          | 2 - 1                   | Cercle Brugge          | Estádio Rei Balduíno          | 30.000                 |
| 1997    | Germinal Beerschot   | 4 - 2 (pro)             | Anderlecht             | Estádio Rei Balduíno          | 21.520                 |
| 1998    | Genk                 | 4 - 0                   | Club Brugge            | Estádio Rei Balduíno          | 35.000                 |
| 1999    | Lierse               | 3 - 1                   | Standard Liège         | Estádio Rei Balduíno          | 40.000                 |
| 2000    | Genk                 | 4 - 1                   | Standard Liège         | Estádio Rei Balduíno          | 50.000                 |
| 2001    | K.V.C. Westerlo      | 1 - 0                   | Lommel                 | Estádio Rei Balduíno          | 20.000                 |
| 2002    | Club Brugge          | 3 - 1                   | Excelsior Mouscron     | Estádio Rei Balduíno          | 34.891                 |
| 2003    | R.A.A. Louviéroise   | 3 - 1                   | Sint-Truidense         | Estádio Rei Balduíno          | 32.000                 |
| 2004    | Club Brugge          | 4 - 2                   | Beveren                | Estádio Rei Balduíno          | 40.000                 |
| 2005    | Germinal Beerschot   | 2 - 1                   | Club Brugge            | Estádio Rei Balduíno          | 40.000                 |
| 2006    | Waregem              | 2 - 1                   | Excelsior Mouscron     | Estádio Rei Balduíno          | 24.000                 |
| 2007    | Club Brugge          | 1 - 0                   | Standard Liège         | Estádio Rei Balduíno          | 45.380                 |
| 2008    | Anderlecht           | 3 - 2                   | Gent                   | Estádio Rei Balduíno          | 50.000                 |
| 2009    | Genk                 | 2 - 0                   | Mechelen               | Estádio Rei Balduíno          | 48.000                 |
| 2010    | Gent                 | 3 - 0                   | Cercle Brugge          | Estádio Rei Balduíno          | 36.000                 |
| 2011    | Standard Liège       | 2 - 0                   | Westerlo               | Estádio Rei Balduíno          | 39.000                 |
| 2012    | Lokeren              | 1 - 0                   | Kortrijk               | Estádio Rei Balduíno          | 35.000                 |
| 2013    | Genk                 | 2 - 0                   | Cercle Brugge          | Estádio Rei Balduíno          | 40.000                 |
| 2014    | Lokeren              | 1 - 0                   | Waregem                | Estádio Rei Balduíno          | 40.000                 |
| 2015    | Club Brugge          | 2 - 1                   | Anderlecht             |                               | 45.000                 |
| 2016    | Standard Liège       | 2 - 1                   | Club Brugge            | Estádio Rei Balduíno          | 44.379                 |
| 2017    | Waregem              | 3 - 3 (pro) 4 - 2 (pen) | Oostende               | Estádio Rei Balduíno          | 35.000                 |
| 2018    | Standard Liège       | 1 - 0                   | Genk                   | Estádio Rei Balduíno          | 44.807                 |
| 2019    | Mechelen             | 2 - 1                   | Gent                   | Estádio Rei Balduíno          | 44.771                 |
| 2020    | Royal Antwerp        | 1 - 0                   | Club Brugge            | Estádio Rei Balduíno          | Sem público (COVID-19) |
| 2020-21 | Genk                 | 2 - 1                   | Standard Liège         | Estádio Rei Balduíno          | Sem público (COVID-19) |
| 2021-22 | Gent                 | 0 - 0 4 - 3 (pen)       | Anderlecht             | Estádio Rei Balduíno          | 42.500                 |
| 2022-23 | Royal Antwerp        | 2 - 0                   | Mechelen               | Estádio Rei Balduíno          | 42.500                 |
| 2023-24 | Union Saint-Gilloise | 1 - 0                   | Royal Antwerp          | Estádio Rei Balduíno          | 47.000                 |
| 2024-25 | Club Brugge          | 2 - 1                   | Anderlecht             | Estádio Rei Balduíno          | 47.000                 |

## Performance por clube
| Clube               | Títulos | Vices | Ano(s) Título                                                          |
| ------------------- | ------- | ----- | ---------------------------------------------------------------------- |
| Club Brugge         | 12      | 8     | 1968, 1970, 1977, 1986, 1991, 1995, 1996, 2002, 2004, 2007, 2015, 2025 |
| Anderlecht          | 9       | 4     | 1965, 1972, 1973, 1975, 1976, 1988, 1989, 1994, 2008                   |
| Standard Liège      | 8       | 9     | 1954, 1966, 1967, 1981, 1993, 2011, 2016, 2018                         |
| Genk                | 5       | 0     | 1998, 2000, 2009, 2013, 2021                                           |
| Gent                | 4       | 2     | 1964, 1984, 2010, 2022                                                 |
| Royal Antwerp       | 4       | 1     | 1955, 1992, 2020, 2023                                                 |
| Union St. Gilloise  | 3       | 0     | 1913, 1914, 2024                                                       |
| Cercle Brugge       | 2       | 5     | 1927, 1985                                                             |
| Beveren             | 2       | 3     | 1978, 1983                                                             |
| Germinal Beerschot  | 2       | 2     | 1997, 2005                                                             |
| Lierse              | 2       | 1     | 1969, 1999                                                             |
| Beerschot           | 2       | 1     | 1971, 1979                                                             |
| Waterschei          | 2       | 1     | 1980, 1982                                                             |
| Lokeren             | 2       | 1     | 2012, 2014                                                             |
| Zulte-Waregem       | 2       | 0     | 2006, 2017                                                             |
| KV Mechelen         | 2       | 4     | 1987, 2019                                                             |
| Daring de Bruxelles | 1       | 1     | 1935                                                                   |
| Royal Liège         | 1       | 1     | 1990                                                                   |
| Waregem             | 1       | 1     | 1974                                                                   |
| Westerlo            | 1       | 1     | 2001                                                                   |
| Racing de Bruxelles | 1       | 0     | 1912                                                                   |
| La Louvière         | 1       | 0     | 2003                                                                   |
| R.R.C. Tournaisien  | 1       | 0     | 1956                                                                   |